# 栗山久治
栗山 久治（くりやま ひさじ、1903年4月6日 - 1985年9月17日）は、日本の経営者。兵庫県出身。

## 経歴
1927年に東京帝国大学工学部電気工学科を卒業し、1928年に関東配電に入社。後に藤倉電線に転じ、1955年に取締役に就任し、1959年に常務、1964年に専務を経て、1965年に副社長に就任し、同年11月には社長に昇格。1973年11月に会長に就任し、1976年に相談役に就任。
1985年9月17日腎不全のために死去。82歳没。